# آدریان ناستاسه
آدریان ناستاسه (رومانیایی: Adrian Năstase؛ زادهٔ ۲۲ ژوئن ۱۹۵۰) سیاستمدار اهل رومانی است.
وی از سال ۲۰۰۰ تا ۲۰۰۴ نخست‌وزیر رومانی، از سال ۱۹۹۰ تا ۱۹۹۲ وزیر امور خارجه رومانی، از سال ۲۰۰۴ تا ۲۰۰۶ رئیس مجلس نمایندگان رومانی و از سال ۱۹۹۲ تا ۲۰۱۲ عضو مجلس نمایندگان رومانی بوده است.
در سال ۲۰۱۴ دیوان عالی دادگستری رومانی ناستاسه را به مجرم رشوه‌خواری به چهار سال زندان و برای باج‌گیری به سه سال محکوم کرد و همین باعث گرفته شدن جایگاه پروفسوری از وی شد.

## زندگی‌نامه

### پیشینه خانوادگی
ناستاسه در بخارست متولد شد و خانواده‌اش از روستای هانول دو پامنت، کمون تارتاشستی، شهرستان دامبوویتا منشأ دارند. پدر او، ماریان ناستاسه، افسر ارتش سلطنتی رومانی بود. مادر او النا نام دارد و یک خواهر به نام دانا بارب (متولد ناستاسه) دارد.

### دوران جوانی
آدریان ناستاسه تحصیلات متوسطه خود را در دبیرستان نیکولای بالچسکو (که اکنون کالج ملی سنت ساوا است) به پایان رساند و سپس از دانشگاه بخارست فارغ‌التحصیل شد، به طوری که از هر دو دانشکده حقوق و جامعه‌شناسی مدرک دریافت کرد. او در دوره‌های مختلف به عنوان استاد، قاضی و رئیس چندین سازمان مرتبط با حقوق و روابط بین‌الملل فعالیت کرده است.
در ۳۱ ژوئیه ۱۹۸۵، او با دانا میکولسکو، دختر آنجلو میکولسکو، ازدواج کرد. آنها دو پسر به نام‌های آندری (متولد ۱۲ فوریه ۱۹۸۶) و میهنه (متولد ۲۳ ژوئن ۱۹۹۳) دارند.

## فعالیت سیاسی

### دوران قبل از نخست‌وزیری
ناستاسه برای نخستین بار در ۹ ژوئن ۱۹۹۰ به عنوان عضو جبهه نجات ملی به مجلس نمایندگان رومانی انتخاب شد و از ۲۸ ژوئن ۱۹۹۰ تا ۱۶ اکتبر ۱۹۹۲ به عنوان وزیر امور خارجه در دولت‌های پترو رومان و تئودور استولوخان خدمت کرد.
در سال ۱۹۹۲، او دوباره به عنوان عضو جبهه دموکراتیک نجات ملی (FDSN) به مجلس نمایندگان رومانی انتخاب شد و به عنوان رئیس مجلس نمایندگان خدمت کرد. بین سال‌های ۱۹۹۳ و ۱۹۹۷، او همچنین رئیس اجرایی حزب دموکراسی اجتماعی رومانی (PDSR، که قبلاً FDSN بود) بود.
زمانی که حزب دموکراسی اجتماعی رومانی (PDSR) در انتخابات ۱۹۹۶ شکست خورد، ناستاسه به رهبر گروه پارلمانی اپوزیسیون PDSR، معاون رئیس مجلس نمایندگان، عضو هیئت دائمی و عضو هیئت نمایندگان رومانی در مجمع پارلمانی شورای اروپا تبدیل شد، جایی که او دبیر ثبت‌نام کمیسیون شورای اروپا در مسائل قضائی و حقوق بشر با ارجاع به فعالیت‌های غیرقانونی فرقه‌های مذهبی بود.
پس از پیروزی PDSR در انتخابات قانونی ۲۰۰۰ و انتخاب دوباره یون ایلیسکو به عنوان رئیس‌جمهور رومانی، ناستاسه به عنوان رئیس PDSR انتخاب شد، که پس از ادغام با حزب دیگری به نام حزب سوسیال دموکرات (PSD) تغییر نام داد. ناستاسه تا آوریل ۲۰۰۵ رئیس PSD باقی ماند، زمانی که در کنگره‌ای از سوی وزیر امور خارجه سابق، میه‌چا جئوانا، جایگزین شد. در همان کنگره، ناستاسه به عنوان رئیس اجرایی PSD انتخاب شد، دومین مقام ارشد در حزب.

### دوران نخست‌وزیری رومانی
ناستاسه در ۲۸ دسامبر ۲۰۰۰ توسط پارلمان به عنوان نخست‌وزیر تأیید شد، پس از آن که رئیس‌جمهور یون ایلیسکو او را چند روز پیش‌تر به این سمت منصوب کرده بود. او همزمان با رهبری حزب سوسیال دموکرات (PSD) این سمت را بر عهده داشت. چهار سال نخست‌وزیری او با ثبات سیاسی بی‌سابقه در رومانی پس از کمونیسم، رشد اقتصادی پیوسته و سیاست خارجی به شدت متمایل به غرب همراه بود، اگرچه در سال ۲۰۰۱، برخی از رسانه‌ها و بخش‌هایی از اپوزیسیون سیاسی این امر را در پی ارتباط نزدیک او با ریشتئا پریبوی،مأمور سابق سکیوریتاته، مورد سؤال قرار دادند. رومانی به ناتو پیوست و نیروهای رومانیایی را در حمایت از تلاش‌های بین‌المللی در بالکان، افغانستان و عراق اعزام کرد.
دولت ناستاسه مذاکرات پیوستن رومانی به اتحادیه اروپا (EU) را تکمیل کرد و با شجاعت قوانین و اصلاحات لازم برای پیوستن به اتحادیه اروپا را تصویب و اجرا کرد، که در نهایت با گسترش اتحادیه اروپا در سال ۲۰۰۷ به نتیجه رسید. دولت او همچنین با موفقیت مذاکراتی را برای برداشتن محدودیت‌های ویزا برای سفر رومانیایی‌ها به کشورهای عضو پیمان شنگن اتحادیه اروپا انجام داد.
نرخ تورم کاهش یافت و لئوی رومانی قوی‌تر شد. با این حال، منتقدان اشاره کردند که این امر حداقل تا حدی به دلیل ورود ارز خارجی به رومانی از طرف تقریباً دو میلیون رومانیایی که در خارج از کشور کار می‌کردند، بود. تولید ناخالص داخلی (GDP) نیز در هر سال دوره نخست‌وزیری او به‌طور قابل توجهی رشد کرد، به طوری که در سال ۲۰۰۴ رشد ۸٫۳٪ به دست آمد که بالاترین در منطقه بود. دستمزد متوسط نیز رشد کرد، هرچند که با سرعت رشد اقتصادی هم‌راستا نبود. به عنوان مثال، در سال ۲۰۰۴ دستمزدها ۱۰٫۴٪ افزایش یافتند و نرخ تورم ۹٫۲٪ بود، که منجر به رشد واقعی دستمزد ۱٫۲٪ شد، در سالی که GDP با ۷٪ رشد مواجه شد.
دولت ناستاسه نتوانست پیشرفت قابل توجهی در برخی از مسائل مهم جامعه رومانی مانند سیاست کشاورزی داشته باشد: حدود ۴۲٪ از رومانیایی‌ها همچنان در بخش کشاورزی مشغول به کار بودند (در مقایسه با ۳٪ از فرانسوی‌ها و ۱۹٪ از لهستانی‌ها). منتقدان همچنین اشاره کردند که رشد اقتصادی به‌طور یکنواخت بین طبقات اجتماعی توزیع نشده بود و درصد افرادی که زیر سطح فقر زندگی می‌کردند همچنان بالا باقی ماند، به ویژه در مناطق روستایی.
اگرچه دولت گام‌های اولیه‌ای به سوی اصلاحات قضائی معنادار برداشت، اما دولت بارها مورد انتقاد قرار گرفت، از جمله توسط اتحادیه اروپا، به دلیل ناتوانی در مبارزه اساسی با فساد گسترده، از جمله در بالاترین سطوح.
در سال ۲۰۰۲، ناستاسه به عنوان صاحب درجه بزرگ صلیب نشان ستاره رومانی منصوب شد، که در دسامبر ۲۰۱۹ به دلیل دو بار متهم شدن به جرم از او پس گرفته شد.

### نامزدی ریاست جمهوری ۲۰۰۴
چرخه انتخابات ریاست جمهوری ۲۰۰۴ پایان دوره دوم ریاست جمهوری ایون ایلیسکو بود، که بر اساس قانون اساسی، نمی‌توانست دوره دیگری را خدمت کند. حزب دموکراتیک سوسیالیست رومانی (PSD) ناستاسه را به عنوان نامزد ریاست جمهوری خود انتخاب کرد. هم‌نامزدی او (که در صورت پیروزی ناستاسه به عنوان نخست‌وزیر منصوب می‌شد) وزیر امور خارجه وقت، میرشا جئوانا بود.
در تمام پاییز ۲۰۰۴، نظرسنجی‌ها پیش‌بینی می‌کردند که ناستاسه پیروز خواهد شد، به‌ویژه در مناطقی که حزب دموکراتیک سوسیالیست رومانی (PSD) به‌طور سنتی حمایت قوی داشت: در مناطق روستایی، در شهرهای کوچک و متوسط در جنوب و شرق کشور، و میان بازنشستگان و گروه‌های کارگری. حزب PSD که همچنان بزرگ‌ترین حزب سیاسی کشور بود، انتظار می‌رفت که به شبکه سازمان‌های محلی حزب خود برای اطمینان از حضور رای‌دهندگان در انتخابات متکی باشد.
ناستاسه در دور اول انتخابات ریاست جمهوری در ۲۸ نوامبر با فاصله قابل توجهی پیش بود، اگرچه کمتر از ۵۰ درصد آراء را کسب کرده بود و بنابراین مجبور بود در دور دوم انتخابات که در ۱۲ دسامبر برگزار شد، با نامزد ائتلاف راست‌گرای عدالت و حقیقت (DA) یعنی تراین باسسکو رقابت کند. سازمان‌های مستقل جامعه مدنی ادعا کردند که در دور اول انتخابات، تقلب به نفع ناستاسه رخ داده است، از جمله رأی‌دهی متعدد حامیان PSD به دلیل کنترل‌های ضعیف بر شناسایی رأی‌دهندگان و نقص‌های موجود در محاسبه آراء الکترونیکی.
زمانی که آراء در شب انتخابات دور دوم بسته شد، رسانه‌های بزرگ نتایج نظرسنجی‌های خروجی را منتشر کردند که نشان می‌داد بین ناستاسه و باسسکو رقابت نزدیکی وجود دارد. با این حال، باسسکو و حامیانش نتایج را به‌عنوان نشانه‌ای واضح از پیروزی تفسیر کردند. ده‌ها هزار نفر از حامیان باسسکو به میدان دانشگاه در مرکز بخارست و سایر نقاط کشور هجوم آوردند تا پیروزی فرضی او را جشن بگیرند. صبح روز بعد، مقامات آمارهایی را منتشر کردند که پیروزی باسسکو را تأیید می‌کرد. ناستاسه تنها ۴۸٫۷۷٪ از مجموع آراء را کسب کرد.
ناستاسه بعداً شکست غیرمنتظره خود را به چند عامل نسبت داد، از جمله آنچه که به‌عنوان شکست سیاستمداران حزب انسان‌گرا (PC) در حمایت از او توصیف کرد (حزب انسان‌گرا در آن زمان توافق انتخاباتی با حزب سوسیال‌دموکرات رومانی داشت) و حمایت کورنلیو وادیو تودور، رهبر حزب رومانی بزرگ (PRM)، از باسسکو. عوامل دیگری که احتمالاً تأثیرگذار بودند شامل عملکرد قوی باسسکو در دومین مناظره ریاست‌جمهوری و اتهامات مداوم فساد علیه ناستاسه و حزب سوسیال‌دموکرات رومانی بود.
با وجود شکست ناستاسه در انتخابات ریاست‌جمهوری، حزب سوسیال‌دموکرات رومانی همچنان بیشترین تعداد کرسی‌ها را در انتخابات همزمان پارلمانی به دست آورد. پس از انتخابات و در دوره موقت قبل از آنکه ائتلاف DA باسسکو بتواند اکثریت ائتلافی تشکیل دهد، حزب سوسیال‌دموکرات توانست حمایت کافی از سوی پارلمان به دست آورد تا ناستاسه را به عنوان رئیس مجلس نمایندگان انتخاب کند. نیکولای واکارویو، نخست‌وزیر سابق حزب سوسیال‌دموکرات، در همان شرایط به عنوان رئیس سنا انتخاب شد. ناستاسه روز بعد از مراسم تحلیف باسسکو از مقام نخست‌وزیری استعفا داد. بعدها، به درخواست کوزمین گوشا، مدیر کمپین ترایان باسسکو که پس از پیروزی استعفا داده بود، درخواست انتشار نتایج رسمی در مورد تقلب‌های ادعایی در انتخابات ۲۰۰۴ مطرح شد. تحقیقات به این نتیجه رسید که شواهدی قطعی از این تقلب وجود ندارد و رئیس‌جمهور منتخب، ترایان باسسکو، هیچ مدرکی برای اثبات این ادعا نداشت. برخی تحلیلگران سیاسی معتقدند که اتهام دزدیدن انتخابات به‌طور قابل توجهی به پیروزی باسسکو در انتخابات کمک کرد.

### محاکمه به جرم فساد، محکومیت و اقدام به خودکشی
در ۳۰ ژانویه ۲۰۱۲، دادگاه‌ها برای ناستاسه به خاطر سوءاستفاده از یک کنفرانس با بودجه عمومی برای جمع‌آوری پول برای کمپین ناموفقش در سال ۲۰۰۴، حکم دو سال زندان صادر کردند. ناستاسه ادعا کرد که این حکم تحت تأثیر سیاستمدار رقیب، ترایان باسسکو، که در آن زمان رئیس‌جمهور رومانی بود، قرار گرفته است و اظهار داشت که در صورت لزوم، پرونده‌اش را به دیوان اروپایی حقوق بشر خواهد برد.در پاسخ به این اتهامات، باسسکو ادعا کرد که این اتهامات ماهیت سیاسی ندارد و گفت که آنها از سوی اعضای حزب ناستاسه گزارش شده‌اند.
آدریان ناستاسه در ۲۰ ژوئن ۲۰۱۲ به اتهامات فساد محکوم و به مدت دو سال زندان محکوم شد. در زمانی که این حکم اعلام شد، او تنها رئیس دولتی بود که در ۲۳ سال پس از انقلاب رومانی به زندان محکوم شده بود.
هنگامی که پلیس برای دستگیری آدریان ناستاسه به خانه او رسید، او به‌طور ظاهری در تلاش برای خودکشی گلوی خود را شلیک کرد و به بیمارستان منتقل شد. بسیاری از مردم اکنون بر این باورند که این اقدام خودکشی ظاهری در واقع آخرین تلاش ناکام او برای فرار از عدالت بود. در آن شب، او با آمبولانس از بیمارستان منتقل شد و شال برلبری به گردن خود انداخته بود که هرگونه نشانه از جراحات جدی را از خبرنگاران جمع‌شده مخفی کند. پس از دریافت درمان در طول شش روز، او به زندان راهووا منتقل شد و سپس به دلیل وضعیت پزشکی‌اش، از جمله مرض قند و مشکل قلبی، به زندان جیلوا منتقل گردید.
در ژانویه ۲۰۱۴، دیوان عالی رومانی ناستاسه را به چهار سال حبس به اتهام دریافت رشوه و سه سال حبس به اتهام اخاذی محکوم کرد که این دو حکم به‌طور همزمان اجرا شدند.به همین دلیل، ناستاسه مقام استادی خود را از دست داد. او در نهایت در همان سال آزاد شد و در دسامبر ۲۰۲۱، هفت سال بعد، دیوان عالی رومانی درخواست ناستاسه برای بازسازی قضائی نسبت به دو حکم قبلی را پس از چندین تلاش ناموفق قبلی پذیرفت. در صورتی که این تصمیم نهایی بماند، ناستاسه دوباره قادر خواهد بود حق رای دادن و انتخاب شدن به مقام‌های عمومی را اعمال کند.

### بعد از نخست‌وزیری
در سال‌های اخیر، ناستاسه به مقامات در خصوص مسائل دولتی و روابط بین‌الملل مشاوره می‌دهد، از جمله در حل تعارضات دوجانبه و تقویت روابط دیپلماتیک و اقتصادی میان کشورها و سازمان‌ها.